# Preston Knowles
Preston Demond Knowles (Winchester, 29 marzo 1989) è un cestista statunitense.